# Petrache Poenaru
Petrache Poenaru (ur. 10 stycznia 1799 w Băneşti, zm. 2 października 1875 w Bukareszcie) – rumuński inżynier, matematyk, fizyk i wynalazca.

## Życiorys
Urodził się we wsi Băneşti (okręg Vâlcea). Uczęszczał do szkoły w Krajowie i pracował jako kopista w sekretariacie biskupa w Râmnicu Vâlcea. W latach 1820–1821 uczył języka greckiego w szkole metropolitalnej w Bukareszcie.
W 1821 przyłączył się do wystąpienia Tudora Vladimirescu i wziął udział w marszu na Bukareszt. W czasie pierwszych starć z wrogiem okazało się, że nie potrafi walczyć. Trafił przed oblicze T.Vladimirescu, który doceniając zalety jego umysłu uczynił go swoim osobistym sekretarzem. Poenaru zajął się opracowaniem gazetki, która stała się jednym z pierwszych rumuńskich czasopism.
Kiedy zginął Vladimirescu, Poenaru przebywał w Sybinie. W 1822 zdobył stypendium które umożliwiło mu podjęcie studiów w Wiedniu. Tam uczył się języków obcych, ale także studiował geometrię i nauki inżynieryjne. Dzięki wsparciu Grzegorza Dymitra Ghiki kontynuował studia z zakresu geodezji w paryskiej École polytechnique. Problemy ze sporządzaniem notatek sprawiły, że wynalazł przyrząd do pisania, który pozwalał mu pisać dłużej i zaoszczędzić czas. 25 maja 1827 jego wynalazek zarejestrowało francuskie ministerstwo spraw wewnętrznych jako „plume portable sans fin, qui s’alimente elle-meme avec de l’ancre” (pióro wieczne, które samo napełnia się atramentem). W 1831 kształcił się w Wielkiej Brytanii, w zakresie metalurgii.
W 1832 powrócił do kraju, gdzie pracował jako nauczyciel. Był założycielem szkoły agronomicznej w Pantelimon, z jego inicjatywy powstał w Bukareszcie ogród botaniczny i muzeum. W 1870 wybrany członkiem Academia Română.
Miał żonę (Caliope) i dwie córki (Elena, Smaranda).
Imię Poenaru nosi jedna ze stacji metra w Bukareszcie.